# Malbork Kałdowo Wąskotorowy
Malbork Kałdowo Wąskotorowy – zlikwidowana węzłowa wąskotorowa stacja kolejowa w Malborku, województwo pomorskie. W miejscowości znajduje się jeszcze przystanek Malbork Wąskotorowy. Obecnie w okolicy dawnej stacji znajduje się przystanek kolejowy Malbork Kałdowo oraz przebiega droga krajowa nr 55.